# Rutland (Town)
Die Town of Rutland ist eine von 34 Towns im Dane County im US-amerikanischen Bundesstaat Wisconsin. Im Jahr 2010 hatte die Town of Rutland 1966 Einwohner.
Town hat in Wisconsin eine grundlegend andere Bedeutung, als im übrigen englischsprachigen Bereich. Vielmehr entspricht sie den in den anderen US-Bundesstaaten üblichen Townships, die nach dem County die nächstkleinere Verwaltungseinheit bilden.
Das Gebiet der Town of Rutland ist Bestandteil der Metropolregion Madison.

## Geografie
Die Town of Rutland liegt im Süden Wisconsins. Der am Mississippi gelegene Schnittpunkt der drei Bundesstaaten Wisconsin, Iowa und Minnesota liegt rund 205 km nordnordwestlich; nach Illinois sind es rund 45 km in südlicher Richtung.
Die geografischen Koordinaten des Zentrums der Town of Rutland sind 42°53′42″ nördlicher Breite und 89°18′38″ westlicher Länge. Sie erstreckt sich über eine Fläche von 91,7 km².  
Die Town of Rutland liegt im Süden des Dane County und grenzt an folgende Nachbartowns:
| Village of Oregon   | Town of Dunn                                | City of Stoughton            |
| Town of Oregon      | Kompassrose, die auf Nachbargemeinden zeigt | Town of Dunkirk              |
| Village of Brooklyn | Town of Union (Rock County)                 | Town of Porter (Rock County) |

## Verkehr
Der U.S. Highway 14 führt in Nord-Süd-Richtung durch den Westen der Town of Rutland. In West-Ost-Richtung verläuft der Wisconsin State Highway 138 bis zu seinem Endpunkt an der Einmündung in den US 14 durch den Norden der Town. In der südwestlichen Ecke der Town befindet sich mit der Einmündung in den  US 14 der Endpunkt des Wisconsin State Highway 92. Durch die Mitte der Town führt der County Highway A. Alle weiteren Straßen sind untergeordnete Landstraßen sowie teils unbefestigte Fahrwege.
Der nächste Flughafen ist der Dane County Regional Airport in Wisconsins Hauptstadt Madison (rund 35 km nördlich).

## Bevölkerung
Nach der Volkszählung im Jahr 2010 lebten in der Town of Rutland 1966 Menschen in 760 Haushalten. Die Bevölkerungsdichte betrug 21,4 Einwohner pro Quadratkilometer. In den 760 Haushalten lebten statistisch je 2,59 Personen. 
Ethnisch betrachtet setzte sich die Bevölkerung zusammen aus 97,6 Prozent Weißen, 0,5 Prozent Afroamerikanern, 0,1 Prozent (eine Person) amerikanischen Ureinwohnern, 1,0 Prozent Asiaten sowie 0,4 Prozent aus anderen ethnischen Gruppen; 0,5 Prozent stammten von zwei oder mehr Ethnien ab. Unabhängig von der ethnischen Zugehörigkeit waren 2,4 Prozent der Bevölkerung spanischer oder lateinamerikanischer Abstammung. 
21 Prozent der Bevölkerung waren unter 18 Jahre alt, 67 Prozent waren zwischen 18 und 64 und 12 Prozent waren 65 Jahre oder älter. 48,4 Prozent der Bevölkerung war weiblich.
Das mittlere jährliche Einkommen eines Haushalts lag bei 76.364 USD. Das Pro-Kopf-Einkommen betrug 37.302 USD. 2,1 Prozent der Einwohner lebten unterhalb der Armutsgrenze.

## Ortschaften in der Town of Rutland
Neben Streubesiedlung existieren in der Town of Rutland noch folgende gemeindefreie Siedlungen:
- Rutland
- Stone